# 愛と罪と
『愛と罪と』（あいとつみと）は、東海テレビと泉放送制作が制作し、フジテレビ系列で、1995年10月2日～12月29日に放送された昼ドラマである。全63回。

## キャスト
- 上条倫子：大西結花
- 滝本隆一：渡辺裕之
- 南部裕介（上条裕介）：四方堂亘
- 上条幸之助：中尾彬
- 上条小枝子：野川由美子
- 秋葉和子（滝本和子）：可愛かずみ
- 秋葉要：石田太郎
- 松本文江：大島蓉子
- 平川純子：牛尾田恭代
- 上条幸介：伊藤隆大
- 出光元
- 市川史朗
- 増岡優
- 井上孝幸
- 松浦健：三夏伸
- 三浦刑事：ブッチー武者
- 木島秘書：長谷川恒之
- 立花勲：早川雄三
- 後藤頭取：庄司永建
- 沼田署長：郷田ほづみ
- 大町一馬：天田俊明
- 桂木憲治：内田勝正
- ナレーション：藤田淑子

## スタッフ
- 演出：松生秀二、雑賀俊郎
- プロデューサー：松生秀二、森雅之、平野一夫
- 脚本：大久保昌一良、田部俊行、林誠人
- 音楽：奥慶一
- 制作：東海テレビ、泉放送制作

## 主題歌
- 『NEVER MY LOVE』 歌：つのだ☆ひろ
  - 作詞：松井五郎／作曲：景家淳／編曲：国吉良一